# Lucio Valerio Flaco (cónsul 100 a. C.)
Lucio Valerio Flaco (en latín Lucius Valerius Flaccus; fallecido antes de 64 a. C.) fue un antiguo político romano de la familia patricia de los Valerios, cónsul en 100 a. C. y censor en 97 a. C. Tras la muerte de Marco Emilio Escauro en 90 u 89 a. C., encabezó la lista de senadores como el censor más antiguo. Inicialmente partidario de Cayo Mario, su no compromiso en la vida política de esos años garantizó su seguridad ante la guerra civil. Probablemente, Flaco encabezó un grupo de influyentes centristas senatoriales que abogaban por un compromiso entre los «partidos» enfrentados. Tras la victoria de Sila en la guerra civil a finales de 82 a. C., fue elegido interrex y presentó un proyecto de ley para otorgar a este último los poderes de dictador. Sila lo nombró entonces magister equitum.

## Orígenes
Lucio Valerio pertenecía a una de las familias patricias más nobles de Roma. El legendario antepasado de los Valerios era sabino y se trasladó a Roma con Tito Tacio, cogobernante de Rómulo. Su descendiente Publio Valerio Publícola fue uno de los fundadores de la República y cónsul en el primer año de su existencia, y a partir de entonces los Valerios aparecieron regularmente en los Fastos capitolinos.
El cognomen «Flaccus» fue la rama más poderosa de los Valerios (junto con los «Messalla») desde mediados del siglo III hasta mediados del siglo I a. C. Llegaron al consulado en cada una de las seis generaciones. Lucio Valerio era hijo de un cónsul homónimo de 131 a. C.; su abuelo fue cónsul en 152 a. C., y su bisabuelo fue cónsul en 195 a. C. y colega de Marco Porcio Catón durante el consulado y la censura.

## Biografía
Lucio Valerio, al igual que su padre, ocupó el cargo sacerdotal de Flamen Martialis. Este honorable cargo le aseguró desde joven una posición elevada en la sociedad y seguridad frente a una lucha política cada vez más intensa. De acuerdo con las reglas del flaminado, Flaco debía permanecer dentro de los límites de la ciudad de Roma y no tenía derecho a realizar ninguna actividad militar; fue quizás debido a su condición de sacerdote que alcanzó los más altos cargos de la República, a pesar de su falta de méritos notables y capacidad distinguida.
Teniendo en cuenta la fecha del consulado y los requisitos de la lex Villia annalis, que establecía intervalos de tiempo mínimos entre magistraturas, Lucio Valerio debería haber ocupado el cargo de pretor no más tarde del año 103 a. C. En 100 a. C. se presentó como candidato a cónsul junto a Cayo Mario, quien ya había sido cónsul cinco veces —cuatro consecutivas— y estaba ansioso por mantener su posición a toda costa; así que utilizó sus veteranos y la compra de votos para mantener fuera a otro candidato, Quinto Cecilio Metelo Numídico, y en consecuencia, Mario y Flaco ganaron. El año 100 a. C. fue rico en acontecimientos, pero no hay información en las fuentes sobre la participación de Lucio Valerio. Dadas todas las circunstancias, Plutarco llama a Flaco «un dependiente más que un compañero de armas de Mario».
En el año 97 a. C., Lucio Valerio se convirtió en censor junto con el plebeyo Marco Antonio el Orador. El anticuario Ernst Badian sugirió que durante la censura, Flaco y Antonio incluyeron a muchos itálicos entre los ciudadanos romanos, en respuesta a lo cual la lex Licinia Mucia del año 95 inició una estricta investigación; los itálicos que no pudieron demostrar su ciudadanía fueron expulsados de Roma. Además, estos censores expulsaron del Senado al tribuno de la plebe Marco Duronio por revocar una ley que restringía el gasto de dinero en fiestas. Luego, Duronio, después de haber esperado el final del mandato de censor, llevó al colega de Lucio a los tribunales acusado de soborno.
En años posteriores, Flaco, quien había alcanzado la cima de su carrera, se alejó de la política. Tras la muerte de Marco Emilio Escauro en 90 u 89 a. C., encabezó la lista de senadores como el censor más antiguo. La no participación de Lucio Valerio en la vida política garantizó su seguridad ante la guerra civil: Roma fue tomada por el ejército del cónsul rebelde Lucio Cornelio Sila en 88 a. C. y por los ejércitos de Mario y Lucio Cornelio Cinna en 87 a. C. Sila se encontraba en los Balcanes durante estos años, luchando contra el Ponto y preparándose para una batalla decisiva con los marianos. En la historiografía existe la opinión de que en el Senado había un grupo influyente de centristas, quienes abogaba por un compromiso entre los «partidos» enfrentados. Estaba encabezado por Flaco e incluía a Lucio Marcio Filipo, Cneo Cornelio Dolabela, Mamerco Emilio Lépido Liviano y otros nobles. Cuando quedó claro que el conflicto abierto era inevitable, uno a uno los centristas se pasaron al lado de Sila.
Tras la victoria de Sila en la guerra civil a finales de 82 a. C., Lucio Valerio fue elegido interrex. En lugar de organizar la elección de nuevos cónsules, presentó un proyecto de ley para otorgar a Sila los poderes de dictador «para hacer leyes y poner en orden la república» (legibus faciendis et rei publicae constituendae causa), y no por seis meses, como se hacía durante la República clásica, sino por un período ilimitado. Cuando esta iniciativa se convirtió en ley, Sila hizo a Flaco magister equitum.
Se desconoce la fecha de la muerte de Lucio Valerio. Marco Tulio Cicerón en un discurso en defensa de Cayo Rabirio en 63 a. C. habla de Flaco como un hombre muerto y aún bien recordado; por ello, Friedrich Münzer sugirió que Lucio Cornelio Léntulo Níger, quien se convirtió en Flamen Martialis, aparentemente en 64 a. C., fue el sucesor inmediato de Lucio Valerio.